# (474004) 2016 FB41
(474004) 2016 FB41 es un asteroide perteneciente al cinturón de asteroides, descubierto el 16 de junio de 2004 por el equipo del Spacewatch desde el Observatorio Nacional de Kitt Peak, Arizona, Estados Unidos.

## Designación y nombre
Designado provisionalmente como 2016 FB41.

## Características orbitales
2016 FB41 está situado a una distancia media del Sol de 2,636 ua, pudiendo alejarse hasta 3,095 ua y acercarse hasta 2,177 ua. Su excentricidad es 0,174 y la inclinación orbital 13,19 grados. Emplea 1563 días en completar una órbita alrededor del Sol.

## Características físicas
La magnitud absoluta de 2016 FB41 es 16,527.